# Двадцять центів (Австралія)
Двадцять центів Австралії — монети Австралії номіналом двадцять центів, що в обігу з 14 лютого 1966 року, замінивши флорин та два шилінга (австралійський фунт обмінювався на два австралійських долара).

## Історія
Після переходу Австралії на десяткову платіжну систему, перші монети номіналом у двадцять центів викарбувані в 1966 році Лондонським королівським монетним двором тиражем 30 млн (це єдиний рік виготовлення монет тодішньою лондонською філією), Королівським австралійським монетним двором — 20,2 млн. З 1967 року викарбовувався Королівським австралійським монетним двором, крім 1981, коли монети виготовлялись ще й Королівським монетним двором у Лантрисанті (Уельс). Монети не карбувались у 1986, 1987, 1989—1993 роках.
Найменше монети карбувалися у 1988 році (0,2 млн), а найбільше — у 2008 році (132,9 млн).
Монети випускалася з мідно-нікелевого металу (75 % мідь, 25 % нікель).
Двадцять центів випускалися в наборах монетних дворів 1986, 1991, 2006, 2010 та 2016 роках.

## Пам'ятні монети
Також випускалися такі пам'ятні монети:
- 1995 — 50-річчя ООН;
- 2001 — 100-річчя Австралійської федерації;
- 2003 — Австралійські волонтери;
- 2005 — 60-річчя Другої світової війни;
- 2010 — 100-річчя Австралійської податкової інспекції;
- 2011 — Шлюб принца Вільяма та Кейт Міддлтон;
- 2011 — 100-річчя Міжнародного жіночого дня;
- 2012 — комплект «Австралія пам'ятає»;
- 2013 — 100-річчя міста Канберра;
- 2016 — 50-річчя австралійської десяткової платіжної системи.

## Опис
Аверс
Зображений портрет королеви Єлизавета II у профілі. Дизайнером монет з 1966 по 1984 рік був Арнольд Мачин, з 1985 по 1998 — Рафаель Маклауф, з 1999 — Ян Ранк-Броадлей. Збоку, зліва на право, маркування «ELIZABETH II AUSTRALIA» та рік випуску.
Реверс
Зображений качкодзьоба. Праворуч від центра напис «20», зліва — «SD». Дизайнер — Стюарт Девлін.